# میناموتو نو یوری‌میتسو

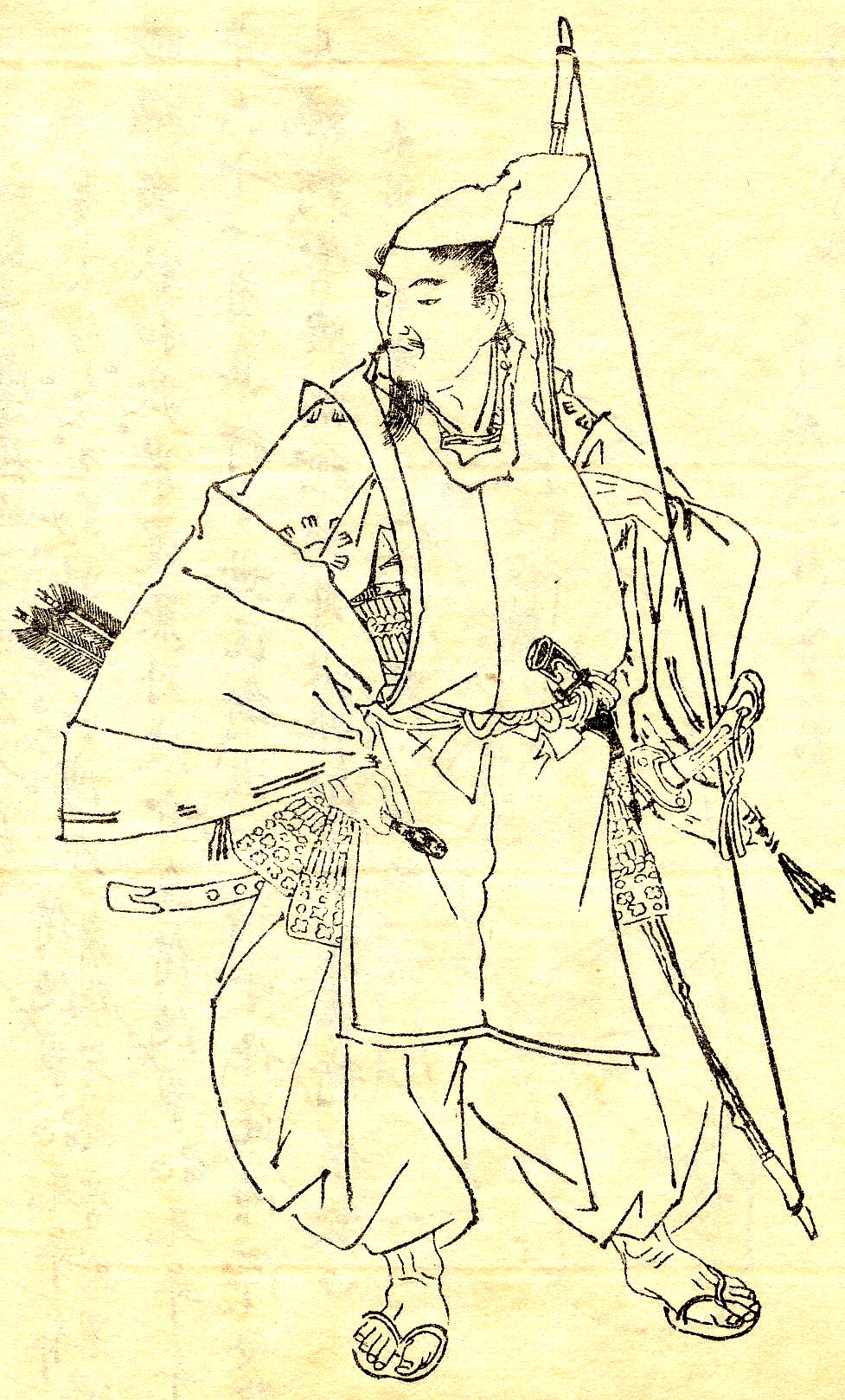
رایکو، اثری از: کیکوچی یوآسی

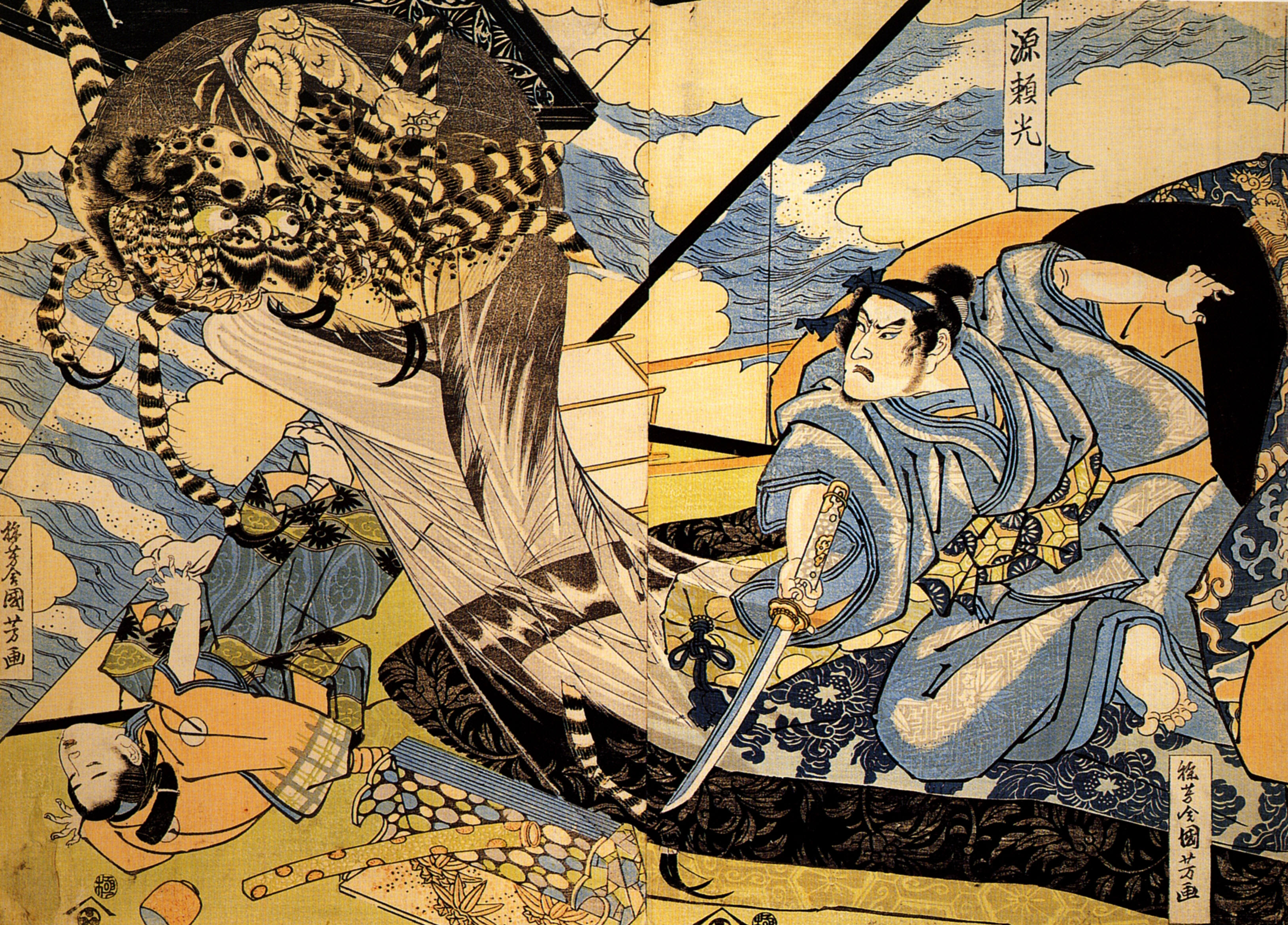
اوتاگاوا کونیوشی، میناموتو یوریمیتسو در جنگ با سوچی-گومو

میناموتو نو یوری میتسو (源 頼 光؟)، (از ۹۴۴ تا ۱۰۲۱)، که همچنین با عنوان میناموتو نو رایکو نیز شناخته می‌شود، همراه با برادرش یوری نوبو، به عنوان نایب السلطنه‌های قبیله فوجی وارا خدمت می‌کردند و برای به دست گرفتن این مقام ناگزیر از انجام اقدامات خشونت‌آمیز شدند. چراکه غلبه بر فوجی وارا و در دست گرفتن زمام امور آن جز از این راه ممکن نبود. او یکی از نخستین میناموتوها است که به خاطر سوء استفاده از قدرت نظامی خویش، در تاریخ مورد توجه قرار گرفته‌است. وی همچنین بخاطر سرکوب راهزنان اوئه یاما نیز مشهور و شناخته شده‌است.
یوریمیتسو به خاطر خدمات وفادارانه خویش به مقام سلطنت توانست فرمانداری استان ایزو، کوزوکه و تعدادی دیگر از مناطق را به ترتیب به دست آورد و همچنین به نوبه خود تعداد دیگری از مقامات بالای دولتی را تصاحب نماید. از جمله یوریمیتسو به عنوان فرمانده هنگ مربوط به گارد شاهنشاهی، و همچنین به عنوان یکی از وزیران وزارت جنگ خدمت نمود. هنگامی که پدر او، یعنی میناموتو نو میتسوناکا درگذشت، وی استان ستسو را از پدر خویش به ارث برد.
نام یوریمیتسو در تعدادی از افسانه‌ها و قصه‌های ژاپنی به طرز شاخص و برجسته و چشمگیری به چشم می‌خورد. از جمله افسانه‌هایی که در آن‌ها به یوریمیتسو اشاره شده می‌توان به افسانه کینتارو (پسر طلایی، که گاهی با نامی دیگر و با عنوان ساکاتا نو کینتوکی هم از وی یاد شده‌است)، افسانه شوتن دوجی، و همینطور افسانه سوچیگومو اشاره نمود.
رایکو به‌طور معمول به همراه خود چهار ملازم یا نگاهبان افسانه‌ای داشت که با عنوان شیتن-نو (چهار نگاهبان پادشاهان) شهرت داشتند. این چهار ملازم عبارت بودند از: واتانابه نو تسونا، ساکاتا نو کینتوکی، اورابه نو سوئه تاکه، و اوسوئی سادامیتسو.

## شرح
یوری میتسو که به رایکو نیز مشهور است از کهن‌ترین قهرمانان میناموتو بود. وی دارای چهار ملازم بود که هر چهار نفر آنان از قهرمانان بودند و یکی از آن‌ها تسونا نام داشت.
یکی از چهار ملازم یوری میتسو، همان کینتارو یا پسر زرین بود که قدرتی فوق طبیعی داشت.
پس از اینکه امپراتور، کینتارو را شناخت و از نیروی بدنی او آگاهی یافت، کینتارو را به دربار فراخواندند و بدین ترتیب او در کیوتو در شمار ملازمان یوری میستو [یوری میتسو؟] که یکی از قهرمانان و رهبران اولیهٔ میناموتو بود درآمد.
نمونه‌ای از کارهای شجاعانه او که در نقاشی‌های مختلف از جمله نقاشی‌های باصمه ئی کونی یوشی که در موزه ویکتوریا آلبرت نگهداری می‌شوند تجلی یافته، یورش عنکبوت زمینی به رایکو (شهور به یوری میتسو) است که در آن هر چهار قهرمان یاور رایکو نیز نمایش داده شده‌اند که هریک از آنها در آغاز بی خبر از ماجرای یورش به کاری مشغولند.